# STS-5
STS-5 (ang. Space Transportation System) – piąta misja kosmiczna programu amerykańskich lotów wahadłowców i zarazem piąty lot promu kosmicznego Columbia. Rozpoczęła się 11 listopada 1982 roku i zakończyła 5 dni później - 16 listopada 1982 roku. STS-5 była pierwszym „operacyjnym“ lotem wahadłowca po zakończeniu kampanii testowej obejmującej cztery pierwsze misje.

## Załoga[1][2]
| Funkcja           | Astronauta      |
| ----------------- | --------------- |
| Dowódca misji     | Vance Brand     |
| Pilot             | Robert Overmyer |
| Specjalista misji | Joseph Allen    |
| Specjalista misji | William Lenoir  |

## Parametry misji
- Masa:
  - startowa orbitera: 112 088 kg
  - lądującego orbitera: 91 841 kg
  - ładunku: 14 551 kg
- Perygeum: 294 km
- Apogeum: 317 km
- Inklinacja: 28,5°
- Okres orbitalny: 90,5 min

## Cel misji
Pierwszy operacyjny lot wahadłowca, podczas którego umieszczono na orbicie satelity telekomunikacyjne SBR-3 oraz Anik-C3.

## Przebieg misji[3]

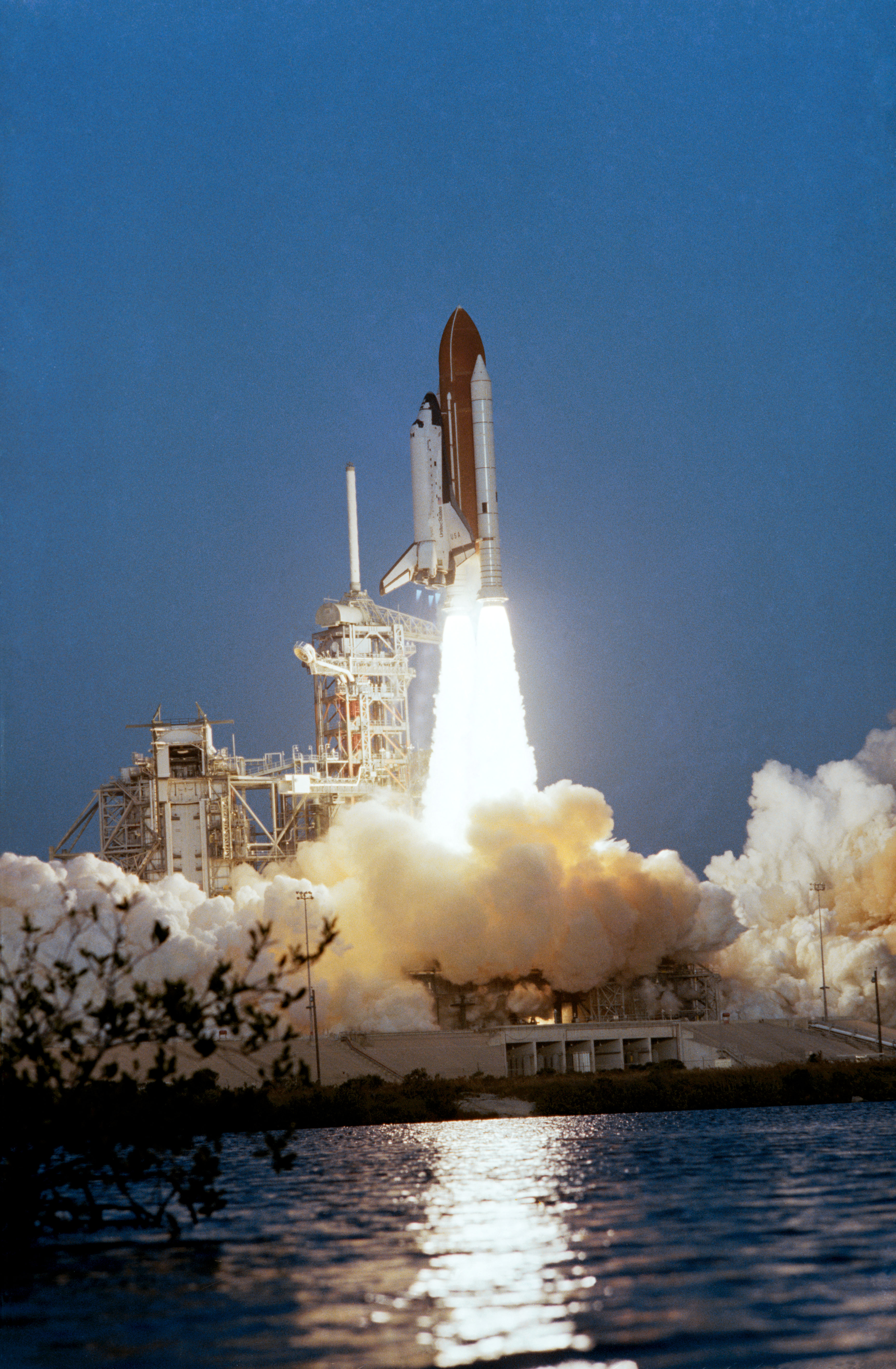
Columbia startuje z platformy startowej 39A, rozpoczynając swój piąty lot.

W odróżnieniu od czterech poprzednich doświadczalnych misji, piąty lot był pierwszym lotem komercyjnym. Za wyniesienie na orbitę swoich satelitów firma Satellite Business Systems (SBS) oraz Telesat Canada zapłaciły NASA 17 mln dolarów (koszt takiej operacji przy użyciu rakiety typu „Delta” wyniósłby ponad 23 mln dolarów). Przy umieszczeniu satelitów na orbicie tym razem zrezygnowano z mechanicznego ramienia (RMS – Remote Manipulator System) testowanego w poprzednim locie. Zastosowano urządzenie, które walcowatego satelitę wprawiało w ruch obrotowy, a następnie poprzez uwolnienie z uchwytów ekspediowało w przestrzeń kosmiczną. Pierwszy z tych satelitów, SBS-3 przeznaczony do telekomunikacji, o masie 3500 kg, odłączył się od Columbii w ósmej godzinie lotu. Po 45 minutach w odległości ponad 30 km od wahadłowca silniki satelity włączyły się i ustawiły go na orbicie zsynchronizowanej z obrotem Ziemi na wysokości około 36 000 km w ten sposób, że satelita znalazł się nad wyspami Galapagos. Drugi z satelitów, kanadyjski Anik C-3 wystartował 24 godziny później z przeznaczeniem do satelitarnej łączności telefonicznej i telegraficznej oraz przekazywania danych dla potrzeb zarządzania. Operację wprowadzania satelitów nadzorowali naukowcy: dr fizyki Joseph P. Allen (lat 45) oraz dr inż. elektryk William B. Lenoir (lat 43), profesor Instytutu Technologicznego w Massachusetts, specjalizujący się w badaniach atmosfery i powierzchni planetarnych metodami teledetekcji.
Astronauta Joseph Allen przeprowadził własne doświadczenie ze świnką morską. Za pomocą elektrod wprowadzonych do organizmu zwierzęcia stymulowane zostały u niego reakcje podobne jak przy chorobie. Za pomocą systemu czujników uczeni na Ziemi obserwowali reakcje obronne organizmu gryzonia w warunkach nieważkości. Trzy eksperymenty zostały zaprojektowane i przygotowane przez studentów. Pierwszy dotyczył wzrostu kryształów siarczanu triglicyny w stanie nieważkości, które powoduje powstanie defektów sieci krystalicznej. Proces powstawania kryształów był obserwowany przy użyciu promieni podczerwonych. Kolejne doświadczenie polegało na obserwacji rozwoju kolonii gąbek w warunkach braku ciążenia, a trzecie na obserwacji dyfuzji różnych gorących cieczy.
Program przewidywał wyjście dwóch astronautów (pierwsze od 1974 roku) na zewnątrz na 3,5 godziny z użyciem nowych skafandrów w celu wykonania różnych badań i ćwiczeń. Na skutek niesprawności skafandrów musiano zrezygnować z EVA. Początkowo stwierdzono objawy choroby lokomocyjnej u obu naukowców, a gdy ustąpiły, stwierdzono wady układu wentylacyjnego skafandrów. 16 listopada 1982 roku Columbia, kończąc swoją piątą misję, zakończyła swój pierwszy etap lotów. Jej miejsce na wyrzutni 39A na przylądku Canaveral zajął kolejny wahadłowiec.